# Ichneumon hippisleyae
Ichneumon hippisleyae är en stekelart som beskrevs av Heinrich 1961. Ichneumon hippisleyae ingår i släktet Ichneumon och familjen brokparasitsteklar. Inga underarter finns listade i Catalogue of Life.